# Catedral de San Urso y San Víctor (Soleura)
La catedral de San Urso y San Víctor (en alemán: Kathedrale St. Urs und Viktor) o Catedral de Soleura es la catedral de la diócesis de Basilea en la ciudad de Soleura, Suiza. Es un sitio del patrimonio suizo de importancia nacional. Urso y Víctor fueron mártires y santos romanos del siglo III, que se asociaron muy temprano con la legión tebana y fueron, según la hagiografía de la legión, martirizados por negarse a adorar al emperador. La vida de Urso fue escrita por San Euquerio de Lyon en el siglo V; se relata que Urso fue torturado y decapitado en tiempos del emperador Maximiano y el gobernador Hyrtacus por negarse a adorar a los ídolos alrededor del año 286 d. C.

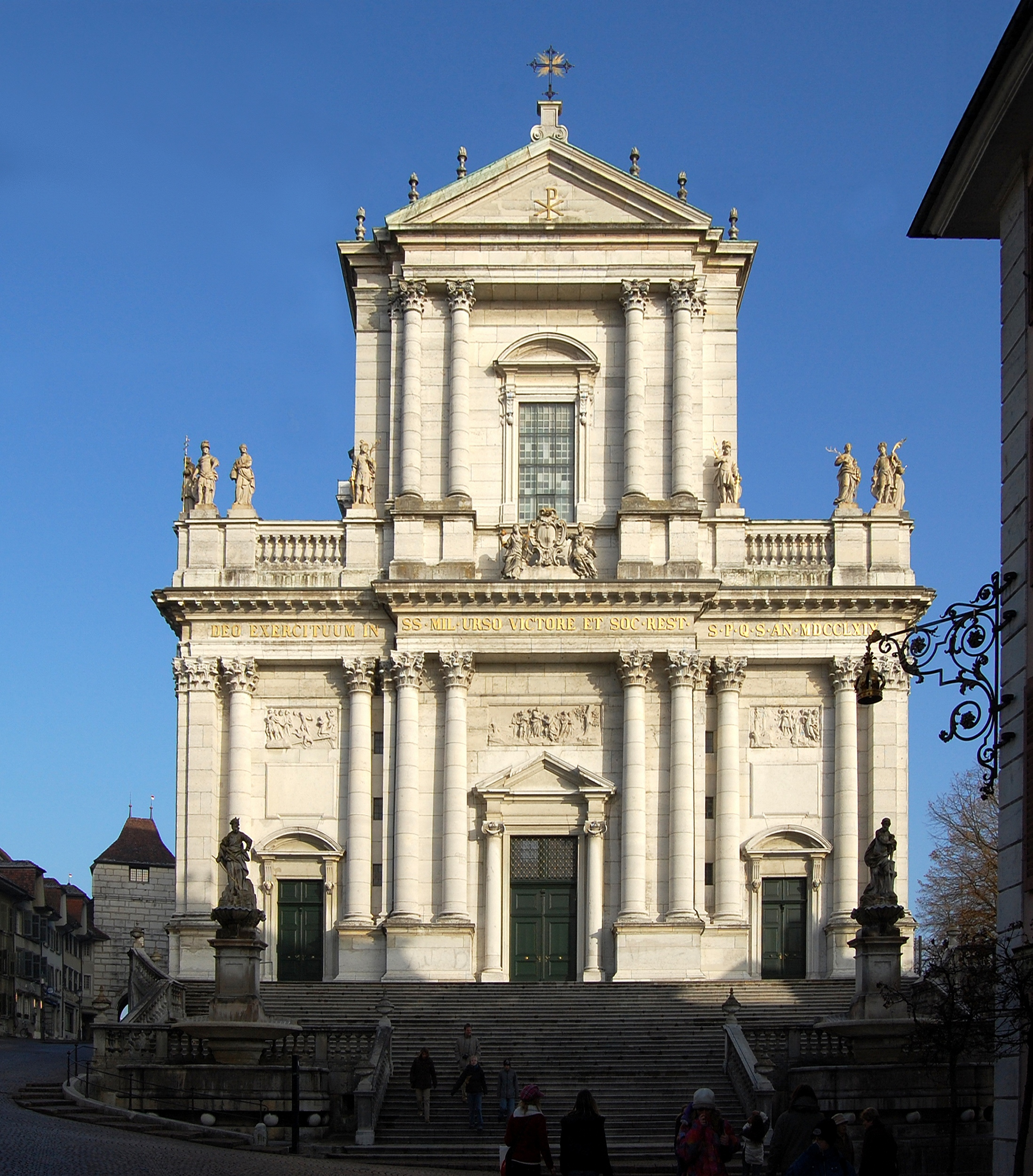
Vista de la fachada